# Polony
Polony (szlovákul: Poloma) község Szlovákiában, az Eperjesi kerület Kisszebeni járásában.

## Fekvése
Eperjestől 32 km-re északnyugatra, a Tarca felső folyása mellett található.

## Története
Német telepesek alapították a német jog alapján a 13. század végén, vagy a 14. század elején. 1330-ban „Polom” néven említik először, mint a tarcai uradalomhoz tartozó önálló plébániát. 1427-ben „Polon” néven találjuk, ekkor 27 portáig adózott a község, ezzel Sáros vármegye közepes nagyságú falvaihoz tartozott. A 16. században lecsökkent a lakosság száma. 1600-ban néhány új család érkezése után 28 parasztház állt a faluban. 1689-ben „Polyom” néven szerepel az írott forrásokban. 1691-ben megszabadult adóterhei alól, német lakossága időközben elenyészett. A 16. és 17. század fordulóján itt is teret nyert a reformáció. Remete Szent Pál tiszteletére szentelt régi temploma is a protestánsok kezére került, katolikus plébániája pedig megszűnt. A templomot csak 1746-ban tudták a katolikusok visszaszerezni. A rekatolizáció fő támogatója Szinyei Merse Zsigmond sárosi főispán volt. A templomot a Szentháromság tiszteletére szentelték fel újra. A község lakossága a 18. századtól újra nőtt, 1787-ben 58 háza és 338 lakosa volt.
A 18. század végén Vályi András így ír róla: „POLOM. Tót falu Sáros Vármegyében, földes Ura Berzeviczi Uraság, lakosai katolikusok, fekszik Szenvicshez nem meszsze, mellynek filiája, Palocsához fél mértföldnyire, határjának 1/3 része nem igen termékeny, réttye, legelője, és fája van, a’ fuharozást is nagyon gyakorollyák lakosai, második osztálybéli.”
1828-ban már 69 házban 529-en éltek a faluban.
Fényes Elek 1851-ben kiadott geográfiai szótárában így ír a faluról: „Polom, tót falu, Sáros vmegyében, Berzeviczéhez északra 1/4 órányira: 461 kath., 48 evang. lak. Legelője, rétje, erdeje elég; földe sovány. F. u. Berzeviczy. Ut. p. Eperjes.”
A trianoni diktátum előtt Sáros vármegye Héthársi járásához tartozott.

## Népessége
| Év:            | 1994. | 2004.   | 2014.   | 2024. |
| -------------- | ----- | ------- | ------- | ----- |
| Emberek száma: | 906   | 965     | 944     | 944   |
| Eltérés:       |       | +6,51 % | -2,17 % | +0 %  |

| Év:            | 2023. | 2024.   |
| -------------- | ----- | ------- |
| Emberek száma: | 936   | 944     |
| Eltérés:       |       | +0,85 % |

1910-ben 464, túlnyomórészt szlovák lakosa volt.
2001-ben 946 lakosából 942 szlovák volt.
2011-ben 951 lakosából 937 szlovák.

## Nevezetességei

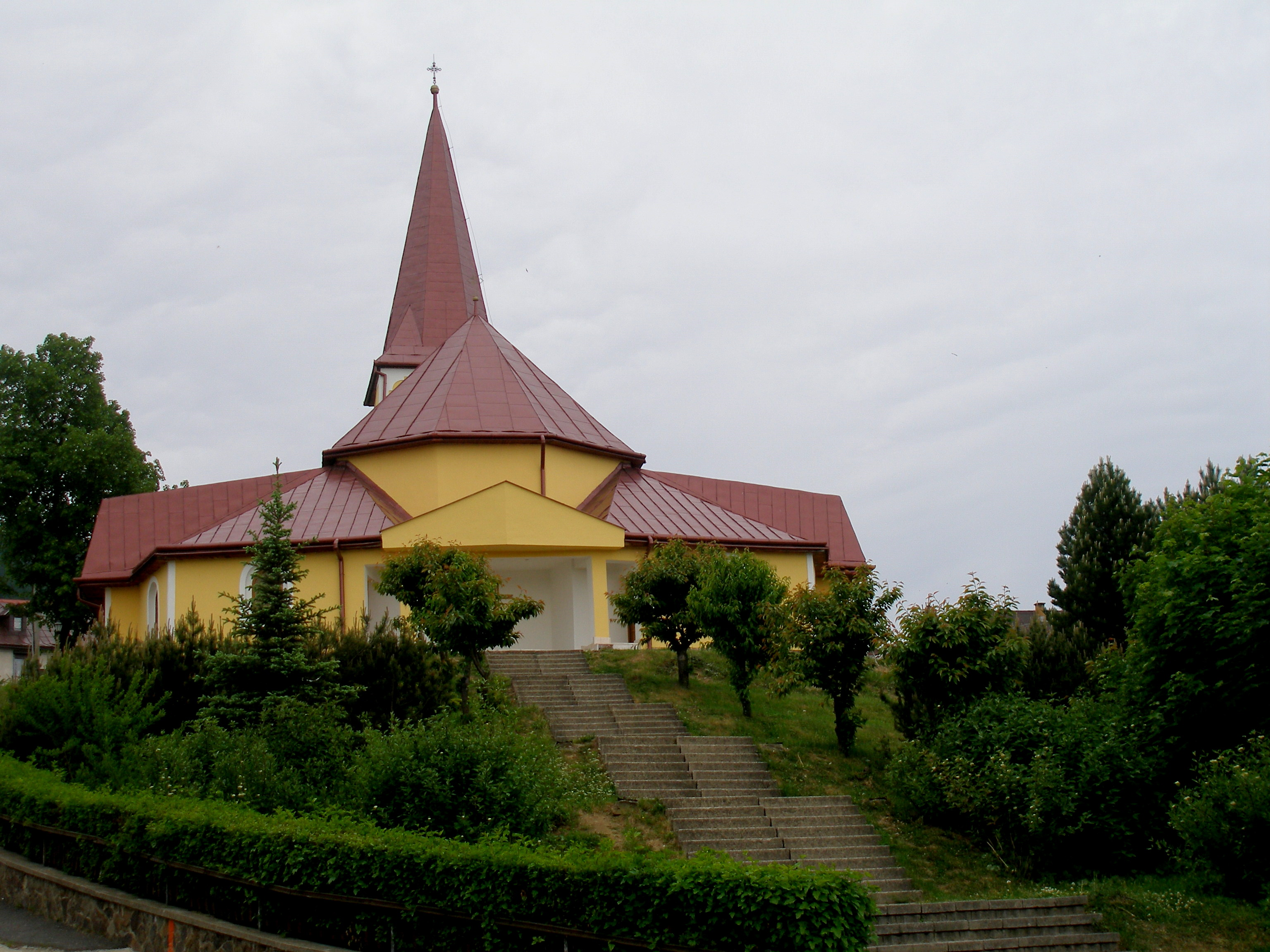
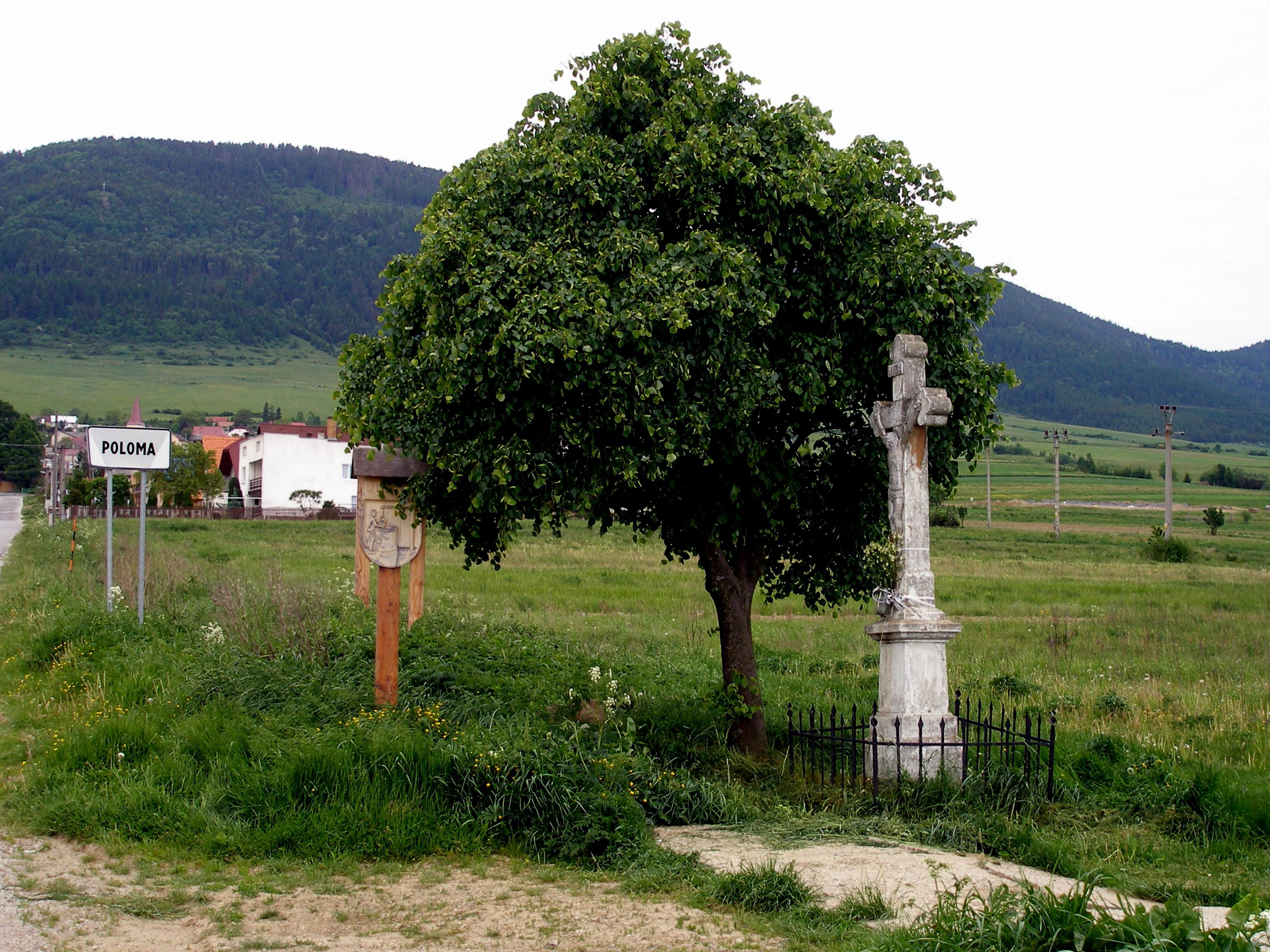
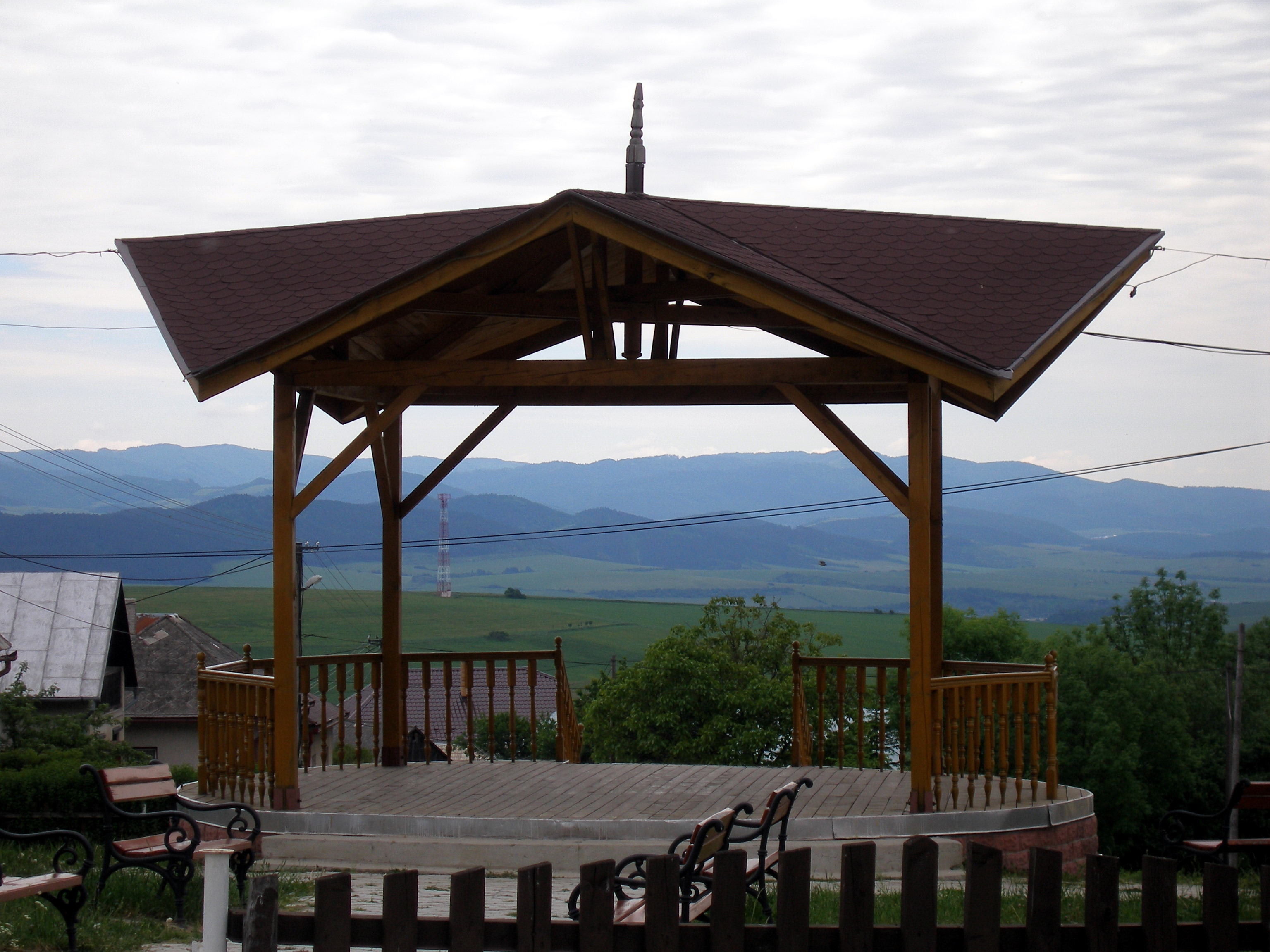

- Római katolikus temploma 1330-ban már állt, ebből az időből ismert Pál nevű plébánosa is. A gótikus templom nyújtott hajójú, sokszögzáródású szentélyű épület volt. 1851-ben klasszicista stílusban építették át. 1899-ben és 1924-ben megújították, utoljára 1992-ben javították és bővítették. 1520-ban készített késő gótikus szobra ma a pozsonyi Nemzeti Galériában látható, a templomban csak másolata tekinthető meg.
- Havasboldogasszony tiszteletére szentelt klasszicista úti kápolnája 1892-ben egy korábbi kápolna helyén épült.